# Кортес, Стэнли
Стэ́нли Корте́с (англ. Stanley Cortez), имя при рождении Станислаус Кранц (англ. Stanislaus Krantz) (4 ноября 1908 года — 23 декабря 1997 года) — американский кинооператор, более всего известный работами 1940-50-х годов.
Сам Кортес называл себя оператором, который «навеки избран снимать странные вещи». Кортес был оператором 84 фильмов, лучшими среди которых были «Великолепные Эмберсоны» (1942), «С тех пор, как ты ушёл» (1944), «Ночь охотника» (1955), «Три лица Евы» (1957), «Шоковый коридор» (1963) и «Обнажённый поцелуй» (1964).
Кортес был дважды номинирован на Оскар за лучшую чёрно-белую операторскую работу: в 1943 году — за фильм «Великолепные Эмберсоны» (1943), а в 1945 году — за фильм «С тех пор, как ты ушёл» (1944) (совместно с Ли Гармзом).

## Ранние годы жизни
Стэнли Кортес, урождённый Станислаус Крантц, родился 4 ноября 1908 года в Нью-Йорке, в эмигрировавшей из Австрии еврейской семье. Его старший брат, знаменитый голливудский актёр Джейкоб Крантц взял сценическое имя Рикардо Кортес, чтобы соответствовать популярному в то время образу латинского героя-любовника. Вслед за ним и Станислаус изменил своё имя на Стэнли Кортес.
После окончания школы Кортес поступил в Университет Нью-Йорка, и параллельно с учёбой стал подрабатывать ассистентом оператора на различных киностудиях на Манхэттане. После окончания учёбы он начал карьеру фотографа, работая в качестве ассистента признанных фотографов-портретистов, таких как Эдвард Стайхен, занимаясь оформлением съёмочных павильонов, а затем недолгое время и сам пытался работать как фотограф-портретист.
На рубеже 1920-30-х годов Кортес вернулся в кинематограф, ухватившись за возможность поступить на работу в продюсерскую компанию знаменитой актрисы Глории Свенсон. С этого момента Кортес прошёл все уровни операторской карьеры, обучаясь мастерству у таких мастеров, как Карл Страсс, Чарльз Рошер, Ли Гармз, Хэл Мор и Артур С. Миллер.
Кроме того, Кортес самостоятельно создал экспериментальный короткометражный фильм «Скерцо» (1932), где выступил как автор сценария, режиссёр и оператор.

## Работы 1936—1949 годов
Поработав на различных студиях в качестве ассистента оператора или оператора кинопроб, в 1936 году он в конце концов подписал семилетний контракт с «Юнивёрсал» как главный оператор подразделения, снимавшего фильмы категории В.
Его первым фильмом в качестве полноправного главного оператора был детектив «Чудо четырёх дней» (1936). «Последующие пять лет его карьеры были проведены за съёмкой довольно рутинных и не заслуживающих внимания фильмов категории В». У Кортеса было мало возможностей развивать собственный стиль, хотя уже было ясно, что он умел добиваться запоминающихся результатов при минимальных возможностях, создав себе имя благодаря экономичности и эффективности в работе. Одной из лучших его картин этого периода стала малая классика жанра, готическая хоррор-комедия «Чёрный кот» (1941), в которой сыграли Бэзил Рэтбоун, Бродерик Кроуфорд и Бела Лугоши.
С этого момента он начал работать с такими выдающимися кинорежиссёрами, Дэвид О. Селзник, для которого он снимал кинопробы, а затем и Орсон Уэллс. Сотрудничество с этими мастерами позволило Кортесу добиться дальнейшего развития своей экспериментальной техники операторской работы.
В конце 1941 года Уэллс пригласил Кортеса снимать эпическую драму «Великолепные Эмберсоны» (1942). «Отбросив в сторону какую-либо экономию и эффективность, которым он научился, работая над фильмами категории В для „Юнивёрсал“, Кортес с удовольствием поглотил ценное съёмочное время, добившись чудесных, по общему признанию, фотографических эффектов». Не щадя затрат, Кортес и Уэллс создавали особый, визуально интересный облик фильма, который строился на сдержанном освещении, подвижной съёмке, глубоком фокусе и уникальной постановке кадра. «Это был первый из двух фильмов Кортеса, широко признанный как визуальный шедевр, с красивыми световыми эффектами, умными ракурсами и длительными крупными планами. Особенно следует отметить сцену на лестнице и снятую ручной камерой знаменитую продолжительную сцену опустевшей усадьбы». Тем не менее, по прямому указанию босса студии «РКО» Джорджа Шэфера без консультаций с Уэллсом и Кортесом из фильма было вырезано 40-50 минут. Несмотря на восторги критики, «Эмберсоны» стали финансовой катастрофой для студии. И хотя Кортес был удостоен номинации на Оскар за лучшую чёрно-белую операторскую работу, студия посчитала его косвенно виновным в неоправданной трате дорогого съёмочного времени и чрезмерной расточительности в постановке сцен. Тем не менее, «то, что осталось от „Эмберсонов“, стало с течением времени очень высоко оцениваться как высочайший визуальный опыт» и «именно за „Великолепные Эмебрсоны“ Кортеса будут помнить всегда».
Руководство студии «РКО» посчитало Кортеса частично ответственным за перерасход средств (и в итоге финансовую неудачу) фильма, и в результате две следующих важных картины — «Плоть и фантазия» (1943) и «С тех пор, как ты ушёл» (1944) на «Юнивёрсал» — снимались в паре с «менее расточительными операторами». Мистическая мелодрама «Плоть и фантазия» (1943) режиссёра Жюльена Дювивье состояла из трёх новелл, главные роли в картине исполнили Эдвард Г. Робинсон, Шарль Буайе и Барбара Стэнвик, а партнёром Кортеса в качестве оператора был Поль Ивано. Эпическая мелодрама Джона Кромвелла «С тех пор, как ты ушёл» (1944) с участием Клодетт Кольбер, Дженнифер Джонс и Уильяма Холдена принесла Кортесу его вторую номинацию на Оскар, которую он разделил с коллегой, оператором Ли Гармзом.
Во время Второй мировой войны Кортес служил в войсках связи Армии США в службе, занимающейся созданием военных кинофильмов. Он, в частности, был оператором документального фильма режиссёра Джона Хьюстона «Да будет свет» (1946) об американских военных, проходящих реабилитацию в одной из нью-йоркских клиник.
В конце 1940-х годов Кортес работал над несколькими значимыми картинами. В 1947 году он был оператором готического фильма нуар Фритца Ланга «Тайна за дверью» (1947) с Джоан Беннетт и Майклом Редгрейвом, и музыкальной мелодрамы Стюарта Хейслера «Катастрофа: История женщины» (1947) со Сьюзен Хейворд, где для передачи опьянения героини вместо банальной съёмки с искажающими линзами Кортес продемонстрировал «свой экспериментальный дух в работе с камерой». В «великолепном триллере» Бёрджесса Мередита «Человек на Эйфелевой башне» (1949) с участием Чарльза Лоутона и Франшо Тоуна, Кортес впервые использовал цвет для передачи красоты Парижа и усиления детективной интриги фильма.

## Работы 1950-х годов
В начале 1950-х годов Кортес был оператором трёх криминальных фильмов и фильмов нуар, среди них «Криминальная история» (1950) Сая Эндфилда с Дэном Дьюриа, «Модельное агентство» (1952) Реджинальда Ле Борга с Говардом Даффом и Колин Грэй, а также «Чёрный вторник» (1954) Хьюго Фрагонезе с Эдвардом Робинсоном и Джин Паркер.
Операторская работа Кортеса в формате Technicolor на фильме «Человек на Эйфелевой башне» (1949) произвела настолько сильное впечатление на актёра Чарльза Лоутона, что когда он решил поставить свой умышленно стилизованный фильм нуар «Ночь охотника» (1955) шесть лет спустя, Кортес был приглашён работать за камерой. Единственная режиссёрская работа Лоутона, этот «леденяще мрачный, тревожный триллер» с Робертом Митчемом в главной роли стал «блестящей аллегорией противостояния добра и зла», и «вторым выдающимся вкладом Кортеса в развитие операторского искусства». Лоутон в качестве режиссёра при помощи Кортеса создавал «стилизованную картинку фильма, во многом построенную на принципах немецкого экспрессионизма и американского немого кино». Постановка Кортесом света и использование им ирисовой диафрагмы напоминало о фильмах немецкого экспрессионизма, в частности, о работе операторов Карла Страсса и Чарльза Рошера на фильме Мурнау «Восход солнца» (1927). «Среди многих незабываемых образов — распущенные волосы утопившейся Шелли Уинтерс в подводном потоке и огни, мерцающие на воде в почти сюрреалистическом ночном пейзаже». Хотя фильм в своё время неудачно прошёл в прокате, с течением времени он достиг полностью заслуженной репутации классики, а операторская работа Кортеса стала главным фактором создания атмосферы фильма.
Третьей выдающейся операторской работой Кортеса стала психологическая драма Наннэлли Джонсона «Три лица Евы» (1957), где с помощью нюансов подсветки лица главной героини, шизофренички Евы Уайт (в исполнении Джоан Вудворд) Кортес передавал тонкие перемены её психического состояния. «Его работа за камерой играла ключевую роль в создании каждой отдельной из трёх личностей героини».
На протяжении остальной части своей карьеры, Кортез часто был вынужден снимать низкобюджетные фильмы неоднозначного качества, хотя у него и оставалась возможность для визуального экспериментирования. В 1950-е годы Кортес снял несколько вестернов, таких как «Форт Дефайнс» (1951) с Дейном Кларком, «Цитадель» (1951) Стива Секели с Вероникой Лейк и Зэкари Скоттом, «Апач» (1954) Роберта Олдрича с Бертом Ланкастером и Джин Питерс и «Человек из Дель Рио» (1956) Гарри Хорнера с Энтони Куинном. Кортес также был оператором нескольких низкобюджетных фантастических фильмов, среди них «Неандерталец» (1953), «Путешественники к звёздам» (1954) и «Грозная красная планета» (1959). К концу десятилетия карьера Кортеса пришла в упадок.

## Работы 1960-х годов
В 1960-е годы Кортес время от времени он снимал фильмы категории А, однако большинство его фильмов были низкобюджетными, при том, что «все они были великолепно сняты».
В начале 1960-х годов Кортес был оператором трёх достаточно удачных картин. После мелодрамы Дэвида Миллера «Переулок» (1961) с Сьюзен Хейворд, Джоном Гэвиным и Верой Майлз он снял две знаковые жёсткие социальные криминальные драмы режиссёра Сэмюэла Фуллера — «Шоковый коридор» (1963) о нравах, царящих в психиатрической больнице, и драму «Обнажённый поцелуй» (1964), посвящённую теме растления малолетних.
В середине 1960-х годов Кортес снял несколько «абсолютно провальных картин», таких как фантастический триллер «Безумец из Мандораса» (1963), хоррор-комедия «Привидение в невидимом бикини» (1966) и фантастический фильм ужасов «Военно-морской флот против ночных монстров» (1966), а чуть позднее — фантастический триллер «Машина Судного дня» (1972). Фильм «Безумец из Мандораса» о мозге Гитлера, тайно вывезенном в Латинскую Америку после окончания Второй мировой войны, «был, наверное, самым странным фильмом Кортеса на поздней стадии его карьеры». После непродолжительного проката картина была положена на полку и позднее продана одной из телекомпаний, которая увеличила продолжительность фильма на 20 минут. «Великолепная операторская работа Кортеса была перемешана с безвкусно доснятым материалом, и в результате получился печально известный телевизионный фильм „Они сохранили мозг Гитлера“ (1968)».
К числу более успешных работ Кортеса конца 1960-х годов относятся вестерн Сильвио Нариццано «Блю» (1968) с Теренсом Стампом в главной роли и военная экшн-драма Джона Гиллермина «Ремагенский мост» (1969) с Джорджем Сигалом, Робертом Воном и Беном Газзарой.
Время от времени Кортес занимался и работой на телевидении, в частности, снял комедийный детектив «Не складывать, накалывать или уродовать» (1971) с участием таких звёзд прошлого, как Мирна Лой, Хелен Хейс и Сильвия Сидни.
На фильмах «Скажи мне, что ты любишь меня, Джуни Мун» (1970), «Омен 2: Дэмиен» (1978) и «Когда время уходит» (1980) Кортес работал как оператор комбинированной съёмки и оператор спецэффектов .

## Общественная деятельность
В 1985—1986 годах Кортес был президентом Американского общества кинооператоров.

## Смерть
Кортес умер от сердечной недостаточности в Лос-Анджелесе 23 декабря 1997 года. Ему было 92 года.

## Фильмография
| - 1936 — Чудо четырёх дней / Four Days' Wonder - 1937 — Бронированный автомобиль / Armored Car - 1937 — Искатель нефти / The Wildcatter - 1937 — Я снимаю войну / I Cover the War - 1938 — Чёрная кукла / The Black Doll - 1938 — Леди в морге / The Lady in the Morgue - 1938 — Опасность в воздухе / Danger on the Air - 1938 — Личный секретарь / Personal Secretary - 1938 — Последний экспресс / The Last Express - 1938 — Разоблачение / Exposed - 1939 — Рискованный бизнес / Risky Business - 1939 — Ради любви или денег / For Love or Money - 1939 — Они просили об этом / They Asked for It - 1939 — Забытая женщина / The Forgotten Woman - 1939 — Превратить всё в шутку / Laugh It Off - 1939 — Гавайские ночи / Hawaiian Nights - 1940 — Под видом священника / Alias the Deacon - 1940 — Любовь, честь и о, детка! / Love, Honor and Oh Baby! - 1940 — Боксёры / The Leather Pushers - 1940 — Познакомься с дикой кошкой / Meet the Wildcat - 1940 — Марджи / Margie - 1941 — Чёрный кот / The Black Cat - 1941 — Роза Сан-Антонио / San Antonio Rose - 1941 — Опасная игра / A Dangerous Game - 1941 — Пустоши Дакоты / Badlands of Dakota - 1941 — Лунный свет на Гавайях / Moonlight in Hawaii - 1942 — Сжатые губы / Sealed Lips - 1942 — Перелёт из Бомбея / Bombay Clipper - 1942 — Орлиная эскадрилья / Eagle Squadron - 1942 — Великолепные Эмберсоны / The Magnificent Ambersons - 1943 — Девушка Пауэрса / The Powers Girl - 1943 — Плоть и фантазия / Flesh and Fantasy - 1944 — С тех пор как вы ушли / Since You Went Away - 1946 — Да будет свет / Let There Be Light - 1947 — Катастрофа: История женщины / Smash-Up: The Story of a Woman - 1947 — Тайна за дверью / Secret Beyond the Door… - 1948 — Умная женщина / Smart Woman - 1949 — Человек на Эйфелевой башне / The Man on the Eiffel Tower - 1950 — Криминальная история / The Underworld Story - 1950 — Адмиралом была леди / The Admiral Was a Lady - 1951 — Форт Дефайнс / Fort Defiance - 1951 — Цитадель / Stronghold | - 1951 — Баскетбольный сговор / The Basketball Fix - 1951 — Красная фурия / Furia roja - 1952 — Модельное агентство / Models Inc. - 1952 — Эбботт и Костелло встречают капитана Кидда / Abbott and Costello Meet Captain Kidd - 1953 — Неандерталец / The Neanderthal Man - 1953 — Акулья река / Shark River - 1953 — Алмазная королева / The Diamond Queen - 1953 — Вчера и сегодня / Yesterday and Today - 1954 — Путешественники к звездам / Riders to the Stars - 1954 — Золото дракона / Dragon’s Gold - 1954 — Апач / Apache - 1954 — Чёрный вторник / Black Tuesday - 1954 — Медик / Medic (телесериал, 1 эпизод) - 1955 — Ночь охотника / The Night of the Hunter - 1956 — Человек из Дель Рио / Man from Del Rio - 1957 — Сверхсекретное дело / Top Secret Affair - 1957 — Три лица Евы / The Three Faces of Eve - 1959 — Гром на солнце / Thunder in the Sun - 1959 — Грозная красная планета / The Angry Red Planet - 1960 — Удар полиции нравов / Vice Raid - 1960 — Динозавры! / Dinosaurus! - 1960 — Разыскивается живым или мёртвым / Wanted: Dead or Alive (телесериал, 2 эпизода) - 1961 — Переулок / Back Street - 1963 — Шоковый коридор / Shock Corridor - 1963 — Безумцы из Мандораса / The Madmen of Mandoras - 1964 — Кандидат / The Candidate - 1964 — Обнажённый поцелуй / The Naked Kiss - 1965 — Кошмар на солнце / Nightmare in the Sun - 1965 — Молодой Диллинджер / Young Dillinger - 1965 — Час Альфреда Хичкока / The Alfred Hitchcock Hour (телесериал, 1 эпизод) - 1966 — Призрак в невидимом бикини / The Ghost in the Invisible Bikini - 1966 — Флот против ночных чудовищ / The Navy vs. the Night Monsters - 1966 — Семейное дело / Family Affair (телесериал, 2 эпизода) - 1968 — Блю / Blue - 1968 — Они сохранили мозг Гитлера / They Saved Hitler’s Brain (телефильм) - 1969 — Ремагенский мост / The Bridge at Remagen - 1971 — Не складывать, накалывать или уродовать / Do Not Fold, Spindle or Mutilate (телефильм) - 1972 — Машина Судного дня / Doomsday Machine - 1974 — Китайский квартал / Chinatown (в титрах не указан) - 1977 — Ещё один мужчина, ещё один шанс / Un autre homme, une autre chance |